# Felsgleithörnchen
Das Felsgleithörnchen oder Wollgleithörnchen (Eupetaurus cinereus) ist eine große Art der Gleithörnchen. Sie kommt im Norden von Pakistan und Indien im Himalaya vor und ist der Wissenschaft nur aus wenigen Exemplaren und Sichtungen bekannt. Es lebt in Höhen von über 2000 Metern und ist in seiner Ernährung wahrscheinlich eng an das Vorkommen von Nadelbäumen gebunden, deren Knospen und Zapfen einen wichtigen Nahrungsbestandteil bilden. Die IUCN schätzt die Art als stark gefährdet ein. 
2021 wurden zwei neue Arten innerhalb der bis dahin nur aus dem Felsgleithörnchen bestehenden Gattung beschrieben, deren Funde bis dahin dem Felsgleithörnchen zugeordnet wurden. 

## Merkmale
Mit einer Kopf-Rumpf-Länge von 42 bis 51 Zentimeter, nach anderer Quellen bis über 60 Zentimeter, und einem fast ebenso langem Schwanz mit 43 bis 54,5 Zentimetern Länge ist das Felsgleithörnchen nach den Riesengleithörnchen (Petaurista) das größte Gleithörnchen der Welt. Das Gewicht der Tiere beträgt 1,4 bis 2,5 Kilogramm. Die Hinterfußlänge beträgt 83 bis 93 Millimeter.
Das auffälligste Merkmal des Felsgleithörnchens ist das als Anpassung an das kalte Klima in großen Höhen entwickelte dichte, seidige Fell, das grau bis grau-braun gefärbt ist; dunklere Tiere werden heute den beiden erst 2021 beschriebenen Arten Eupetaurus nivamons und Eupetaurus tibetensis zugeschrieben, allerdings gibt es auch eine Dokumentation über ein melanistisches (schwarzes) Exemplar aus Chitral. Die Haarspitzen sind teilweise grau und sandfarben, wodurch das Fell eine blau-graue Tönung bekommt.  Die Rückenseite der Gleithäute (Patagium) ist dunkler braun als der Rücken. Die Bauchseite ist blass-grau, wobei die einzelnen Haare an der Basis schiefergrau und an der Spitze weiß sind. Die Kehle ist cremeweiß. Die spitzen Ohren sind behaart und dunkelbraun bis schwarz an der Außenseite, im Inneren sind sie grau bis sandfarben. Die Füße sind ebenfalls dicht behaart mit schwarzen bis dunkelbraunen Haaren und die Haut der teilweise nackten Fußballen ist rosa-braun. Der zylindrische Schwanz ist buschig und entspricht farblich der Rückenseite, zum Ende ist er jedoch dunkler oder auch weiß.
Von E. tibetensis und E. nivamons unterscheidet sich das Felsgleithörnchen durch ein deutliches graueres Fell, das bei diesen Arten mehr braun bis rotbraun ist. Die Schnauzenregion von E. cinereus ist schmaler als bei E. nivamons, allerdings ähnlich wie bei E. tibetensis, und der Abstand zwischen den Augen ist bei E. cinereus etwas größer als bei den anderen Arten. Zudem gibt es einige weitere Schädel- und Zahnmerkmale, die zur Unterscheidung herangezogen werden können.

## Verbreitung

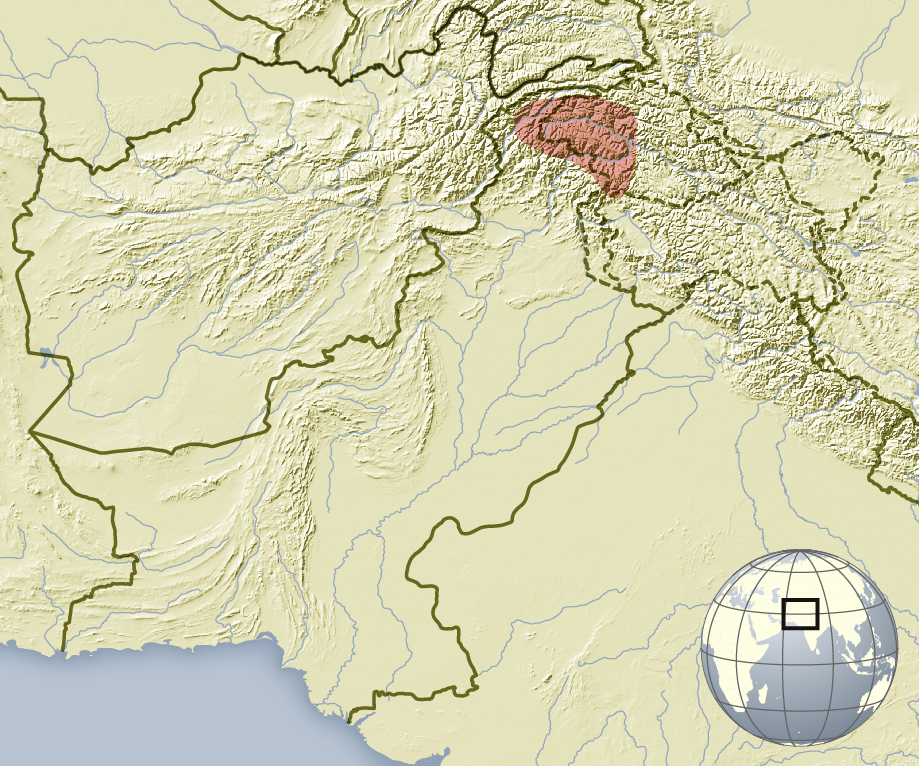
Verbreitungsgebiet des Felsgleithörnchen

Bis vor einigen Jahren waren nur wenige Individuen und Sichtungen der Art aus dem westlichen Himalaya aus Höhenlagen zwischen 2400 und 3600 Metern bekannt. Das Hauptverbreitungsgebiet lag demnach vor allem um das Gilgit-Tal und dem Grenzgebiet zwischen dem Himalaya, dem Hindukusch und dem Karakorum im nördlichen Grenzgebiet von Pakistan und Indien, aus der auch das Typus-Exemplar für die Erstbeschreibung stammte. Ab 2018 gab es einige neue Beobachtungen durch Bewegungskamerafallen aus dem Bhagirathi-Becken im indischen Bundesstaat Uttarakhand aus Höhen zwischen 2700 und 4800 Metern, wodurch das tatsächliche Verbreitungsgebiet größer als vormals angenommen ist. Es wird nicht ausgeschlossen, dass es auch in das westliche Nepal reicht.

## Lebensweise
Das Felsgleithörnchen lebt auf Felsklippen und -wänden in hohen Berglagen, und die Tiere sind normalerweise keine Baumbewohner, außer wenn sie sich ernähren. In Pakistan ist der Lebensraum der Tiere geprägt durch fleckenartig gestreute Baumbestände sowie eine ansonsten krautige und strauchige Vegetation aus Artemisia, Wacholder, Pinus gerardiana und Tränen-Kiefer (Pinus wallichiana), Himalaja-Fichte (Picea smithiana) und Eichen. Bei dem Nachweis in Indien war der nächste Waldbestand vier Kilometer talwärts und die Vegetation war geprägt durch Kräuter und Sträucher wie Persicaria affinis, Enzianen (Gentiana), Fingerkräuter (Potentilla), Primeln (Primula), Rhodiola und Rhododendron anthopogon.
Die Art scheint nachtaktiv und einzelgängerisch zu sein und ist das ganze Jahr über aktiv. Bei der Wahl der Nestbauplätze gibt es offensichtliche eine hohe Flexibilität: Ein Nest, das dieser Art zugeschrieben wird, wurde auf einem Felsvorsprung in einer Höhle von 3230 Metern gemeldet. Es bestand aus Rinde und Zweigen von Wacholder und Gräsern und war als flache Schale mit den Maßen 500 × 400 Millimeter angelegt. Ein Tier wurde dagegen beobachtet, wie es das aus einer alten Eiche herauskam.

### Ernährung
Früheren Berichten zufolge hat das Felsgleithörnchen stumpfe Krallen, die keinen Halt an Bäumen finden; Nach Oldfield Thomas lebe das Hörnchen demzufolge in felsigen Regionen oberhalb der Baumgrenze und ernähre sich von Pilzen, Moosen und Flechten. Dies konnte Zahler 1994 nach der Wiederentdeckung des Tiers nicht bestätigen; das von ihm untersuchte Exemplar hatte scharfe Krallen. Obwohl es tatsächlich zeitweise oberhalb der Waldgrenze lebt, wird es heute für wahrscheinlich gehalten, dass das Felsgleithörnchen auf Nadelwälder angewiesen ist, und die im Frühjahr wachsenden Knospen und die im Herbst verfügbaren Zapfen der Fichten und Kiefern eine wichtige Nahrungsgrundlage darstellen. Dies wurde durch Fütterungen an ein gefangenes Individuum sowie durch Kotfunde mit mehr als 90 % Kiefernnadeln bestätigt. Weitere Beobachtungen konnten zeigen, dass sie Knospen von Kiefern, Wacholder, Himalaya-Zeder (Cedrus deodara) und anderen Bäumen fressen.

### Fortpflanzung
Über die Fortpflanzung der Art liegen nur sehr wenige Daten vor. Ein Jungtier, das im April aufgefunden wurde, deutet darauf hin, dass die Fortpflanzung früh im Frühjahr stattfindet und dass zwei Würfe in einem Jahr produziert werden könnten. Dies wird durch Beobachtungen von zwei oder drei Jungtieren pro Wurf bestätigt, wobei Jungtiere im Frühjahr und im Spätsommer beobachtet wurden.

### Fressfeinde
Zu den bekannten Beutegreifern an der Art gehören der Rotfuchs (Vulpes vulpes), der Schneeleopard (Panthera uncia) und der Uhu (Bubo bubo).

## Systematik

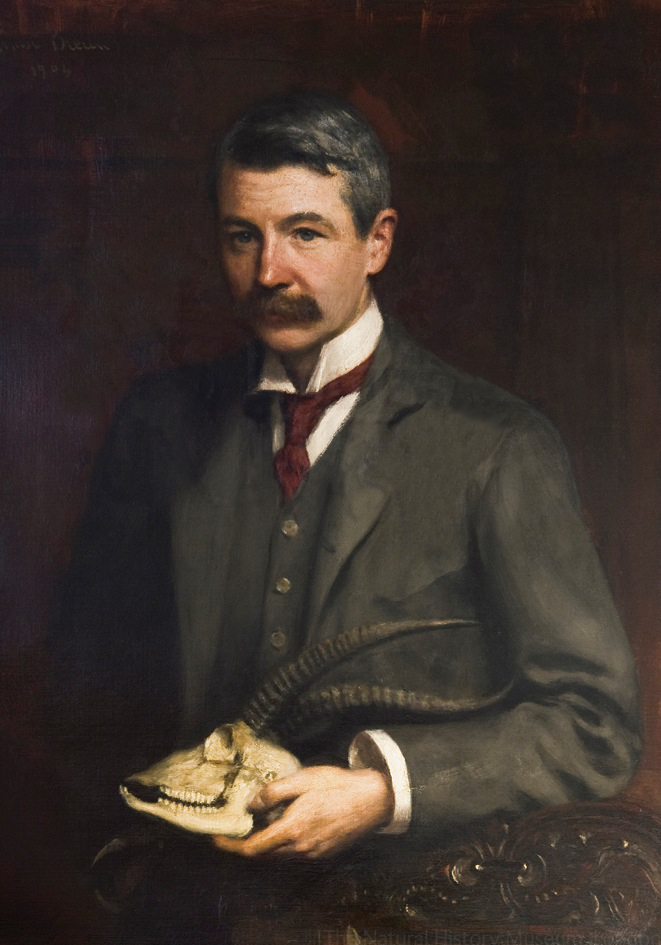
Oldfield Thomas beschrieb das Felsgleithörnchen im Jahr 1988. (Gemälde von John Ernest Breun)

Das Felsgleithörnchen wurde 1888 von dem britischen Zoologen Oldfield Thomas erstmals wissenschaftlich aus dem Gilgit-Tal im Norden von Pakistan beschrieben; als Lectotyp wurde nachträglich ein Individuum aus dem pakistanischen Distrikt Astore bestimmt. Es wurde von ihm als Typusart und zugleich einzige Art der mit der Art beschriebenen Gattung Eupetaurus innerhalb der Gleithörnchen eingeordnet.
Einige Felsgleithörnchen wurden in den unter pakistanischer Kontrolle stehenden Teilen Kaschmirs gefunden, andere in Sikkim. Zwei Felle tauchten außerdem in Yunnan auf, was darauf schließen ließ, dass die Art auch hier verbreitet ist. Die Ergebnisse von DNA-Untersuchungen an in Museen liegenden ausgestopften Exemplaren legten allerdings den Schluss nahe, dass die westlichen und östlichen Populationen des Felsgleithörnchens unterschiedliche Arten repräsentieren. Mitte 2021 wurden schließlich zwei neue Eupetaurus-Arten beschrieben: Eupetaurus nivamons kommt im Osten des Verbreitungsgebietes der Gattung im nordwestlichen Yunnan vor, Eupetaurus tibetensis im südlichen Tibet, im nördlichen Sikkim und im westlichen Bhutan, während Eupetaurus cinereus, die Typusart der Gattung, im nördlichen Pakistan und im Nordwesten von Indien nachgewiesen wurde. Die nächsten Verwandten der Felsgleithörnchen sind die Schwarzen Gleithörnchen (Aeromys) und die Gattung Biswamoyopterus.

## Forschungsgeschichte
Nachdem der britische Zoologe Oldfield Thomas das Tier 1888 erstmals beschrieben hatte, wurde es bis in die 1920er regelmäßig gefangen und gesehen. Die vorerst letzte Sichtung durch Wissenschaftler stammte aus dem Jahr 1924. Hiernach gab es zwar Berichte von Einheimischen, aber für siebzig Jahre blieb das Felsgleithörnchen für die Wissenschaft weitgehend verschollen. Erst 1994 entdeckte es eine gezielt nach dem Tier suchende Expedition unter der Leitung der US-Amerikaner Peter Zahler und Chantal Djeteman erneut. Sie bezahlten zwei Einheimischen 250 US$ dafür, dass sie zu dem Tier geführt wurden, das in einer Höhle oberhalb des Sai-Tales lebte. Sie untersuchten das Tier und entließen es anschließend in die Freiheit.
Seit 1996 sind weitere Versuche, das Felsgleithörnchen wiederzufinden, erfolglos geblieben. Es gelang nur, den Kot des Tieres zu finden. Die Analyse ließ auf eine hauptsächlich aus Kiefernnadeln bestehende Ernährung schließen, was auch die hypsodonte Bezahnung erklären könnte.

## Gefährdung
Die IUCN listet Eupetaurus cinereus in die Kategorie stark gefährdet (endangered). Die Bestände im Verbreitungsgebiet der Art wurden aufgrund der wenigen Nachweise der Art auf maximal 1000 bis 3000 Tiere geschätzt, nach aktueller Schätzung jedoch auf weniger als 1000 Individuen korrigiert. Auch die Abholzung der Kiefernwälder in allen Regionen, in denen die Art vorkommt, war trotz der zunehmenden Zahl von Schutzmaßnahmen der Gemeinden bis mindestens 2010 nicht abgeschlossen und wird voraussichtlich weitergehen. Der damit fortschreitende Lebensraumverlust stellt eine Bedrohung dar und die Art scheint an vielen Orten keinen geeigneten Lebensraum zu finden, möglicherweise weil sie hohe Felswände in unmittelbarer Nähe zu reifen Nadelwäldern benötigt. Die Art könnte in naher Zukunft als vom Aussterben bedroht eingestuft werden, da im Raikot-Tal, einem der wenigen Orte, an denen die Art in diesem Jahrhundert nachgewiesen wurde, nach den jüngsten verfügbaren Satellitenbildern weniger als 10 km² hoher Nadelwald verblieben sind und der tatsächliche Bestand unter 100 liegen könnte.
Die Bejagung dürfte keine große Bedrohung für diese Art darstellen. Die Art genießt möglicherweise einen gewissen traditionellen Schutz, da sie als Quelle eines Stoffes namens Salajit (auch Salaajeet oder Shilajit genannt) gilt, bei dem es sich vermutlich um eine Mischung aus Urin und Fäkalien von Flughörnchen und Gesteinsauswaschungen handelt. Salajit spielt in der traditionellen Medizin eine wichtige Rolle und wird in Höhlen gesammelt und in Form von Heiltränken verkauft, die zur Behandlung verschiedener Krankheiten eingesetzt werden.

## Belege
1. 1 2 3 4 5 6 7 8 9 10 11 12 13 14 15  Stephen M Jackson, Quan Li, Tao Wan, Xue-You Li, Fa-Hong Yu, Ge Gao, Li-Kun He, Kristofer M Helgen, Xue-Long Jiang: Across the great divide: revision of the genus Eupetaurus (Sciuridae: Pteromyini), the woolly flying squirrels of the Himalayan region, with the description of two new species. In: Zoological Journal of the Linnean Society. 31. Mai 2021, ISSN 0024-4082, S. zlab018, doi:10.1093/zoolinnean/zlab018 (oup.com [abgerufen am 4. Juni 2021]).
2. 1 2 3 4 5 6  J.L. Koprowski, E.A. Goldstein, K.R. Bennett, C. Pereira Mendes: Woolly Flying Squirrel. In: Don E. Wilson, T.E. Lacher, Jr., Russell A. Mittermeier (Hrsg.): Handbook of the Mammals of the World: Lagomorphs and Rodents 1. (HMW, Band 6) Lynx Edicions, Barcelona 2016, S. 777, ISBN 978-84-941892-3-4.
3. 1 2  Peter Zahler: Rediscovery of the woolly flying squirrel (Eupetaurus cinereus). In: Journal of Mammalogy. Bd. 77, Nr. 1, 1996, S. 54–57.
4. ↑  Peter Zahler, Mayoor Khan: Evidence for dietary specialization on pine needles by the woolly flying squirrel (Eupetaurus cinereus). In: Journal of Mammalogy. Bd. 84, Nr. 2, 2003, S. 480–486.
5. 1 2  Eupetaurus cinereus in der Roten Liste gefährdeter Arten der IUCN 2022. Eingestellt von: M. Krishna, A. Ferguson, 2021. Abgerufen am 13. Februar 2022.